# یانگی-آئول
یانگی-آئول (به لاتین: Yangi-Aul) یک منطقهٔ مسکونی در روسیه است که در باشقیرستان واقع شده‌است.